# El Heraldo (Linares)
El Heraldo es un periódico chileno, de carácter local, editado en la ciudad de Linares, capital de la provincia homónima, en la Región del Maule. Sus oficinas se encuentran en Curapalihue 462, oficina 203. El periódico se encuentra asociado a la Asociación Nacional de la Prensa.
El diario fue fundado por Justo Aliaga Cobo el 29 de agosto de 1937. Actualmente los ejemplares del periódico son impresos en las dependencias del diario La Discusión en Chillán.